# 土井晴人
土井 晴人（どい はると、1962年2月16日 - ）は石川県金沢市出身の歌手である。 
後に土井合人と改名した時期もある。 

## 経歴
石川県立金沢二水高等学校を卒業し、早稲田大学第一文学部演劇専攻在籍中の1983年に、さだまさしの妹佐田玲子のコーラスユニット白鳥座にメンバーチェンジで参加しプロデビュー。1993年ソロデビュー。シングル7枚、アルバム4枚をリリース。ラジオパーソナリティとしてNACK5他、多数のラジオレギュラー番組を担当。その後、1999年5月にバイク事故で左手首を骨折・それを機にアーティスト活動を休止。
愛犬ブラッキー（ウエルシュ・コーギー）が5歳のときに尿路結石症を患ったことを機に愛玩動物飼養管理士1級の資格を取得。駒澤大学での非言語コミュニケーションの講師をするなど、WEBプロデューサー、音楽プロデューサー、ペットケアアドバイザー、ドッグライフカウンセラーとして多方面で活動中。

## ソロ活動
- 1983年 早稲田大学　第一文学部　演劇専攻在籍中にコーラスユニット・白鳥座に参加。 
  - レコードリリース（ワーナー・パイオニア）。年間100本以上のライヴ活動。
- 1988年頃よりソロ活動に転向する。
- 1993年 ソロデビュー 
  - 1st Sg
    - 『君に今見てほしい』（TX系「地球知りたい気分!」テーマ）
    - 『WAKE UP !』（TX系「ダイナミックサッカー」挿入歌）

  - 1st Al
    - 『普通の男』
      - 収録曲『FUNNY FACE』（テレビ愛知『シンデレラふり向いて』挿入歌）

  - 2nd Sg
    - 『REASON』（CX系'93年スタジアムトライアル世界大会テーマ）
    - 『いつでも明日は』（郵政省かんぽはぁーとふるぷらんCM）

  - CMソング
    - 『あなたがいるから（CD未収録）』（大阪ガスCM）
    - 『STAY（CD未収録）』（ブリヂストンCM）
- 1994年
  - 3rd Sg
    - 『ぼくは君のララバイ』（TBS系JTドラマBOX「君に伝えたい」主題歌）

  - 2nd Al 『25階の窓から』
    - 収録曲『BREEZE～涼風の夏』：モヤ・ゴルフセンター北東北4県CM
- 1995年
  - 4th Sg
    - 『Hepburn Magic』

  - 3rd Al
    - 『Sheep for Sleep～眠れない夏』（以上、フォーライフ・レコード）
      - 収録曲『卒業』：薬物撲滅追放運動キャンペーンソング（中部地区TV CM）
- 1997年
  - 5th Sg
    - 『Moonlight Shower』（TX系「自遊派宣言」エンディングテーマ）

  - 6th Sg
    - 『裸足で踊ろう』（TX系「出動!ミニスカポリス」オープニングテーマ）

  - 4th Al
    - 『LOST INNOCENCE』（以上、ケイエスエス）
- 1998年
  - 7th Sg
    - 『見上げる空 ～10 years dream～』（NACK5開局10周年記念ソング）
    - 『Keep on Movin'』（Jリーグ・ヴィッセル神戸イメージソング）（以上、日本クラウン）

## ディスコグラフィー

### シングル
- 君に今見てほしい（1993年1月21日、フォーライフ・レコード）
- REASON（1993年11月19日、フォーライフ・レコード）
- ぼくは君のララバイ（1994年4月21日、フォーライフ・レコード）
- Hepburn Magic（1995年4月21日、フォーライフ・レコード）
- Moonlight Shower（1997年3月28日、ケイエスエス）
- 裸足で踊ろう（1997年8月29日、ケイエスエス）
- 見上げる空（1998年8月26日、日本クラウン）

### アルバム
- 普通の男（1993年2月19日、フォーライフ・レコード）
- 25階の窓から（1994年6月17日、フォーライフ・レコード）
- Sheep for Sleep～眠れない夏（1995年5月19日、フォーライフ・レコード）
- LOST INNOCENCE（1997年10月24日、ケイエスエス）

## タイアップ
| 年     | 曲名                          | タイアップ                                                     |
| ------ | ----------------------------- | -------------------------------------------------------------- |
| 1993年 | 君に今見てほしい              | テレビ東京系『地球・知りたい気分!』テーマ・ソング              |
| 1993年 | WAKE UP!                      | テレビ東京系『ダイナミックサッカー』挿入歌                     |
| 1993年 | FUNNY FACE                    | テレビ愛知『シンデレラふり向いて』挿入歌                       |
| 1993年 | REASON                        | フジテレビ系『スタジアムトライアルFIMカップ'93』テーマ・ソング |
| 1993年 | いつでも明日は                | Kanpo『はあとふるプラン』CMソング                              |
| 1994年 | ぼくは君のララバイ            | TBS・MBS系JTドラマBOX『君に伝えたい』主題歌                    |
| 1994年 | BREEZE～涼風の夏              | モヤ・ゴルフセンター北東北4県CM                                |
| 1995年 | 卒業                          | 薬物撲滅追放運動キャンペーンソング（中部地区TV CM）            |
| 1997年 | Moonlight Shower              | テレビ東京系『自遊派宣言』エンディング・テーマ                 |
| 1997年 | 裸足で踊ろう                  | テレビ東京系『出動!ミニスカポリス』オープニング・テーマ        |
| 1998年 | 見上げる空 ～10 years dream～ | NACK5開局10周年記念ソング                                      |
| 1998年 | Keep on Movin'                | Jリーグ VISSEL KOBE イメージソング                             |

## WEBクリエーター、プロデューサーとして手がけた主なもの
- TX系洋楽番組「MUSIC BAZAR」ホームページ
- TX系スポーツ番組「アスリート」サイトプロデュース
- フジテレビジョン音楽番組「BLACK LIST 007/008」（地上波、BS）プロモーション
- 沖縄テレビ放送「MUSIC VS」A&R
- ネットワークコミュニティクリエーション「メール&チャットクラブ」（女性会員限定サイト）洋楽
- フォーラムWEBマスター
- 「メール&チャットクラブ」ペットコーナー“ペットパラダイス”プロデュース
- 全国大型ビジョン「スーパーカウントダウン2001」ホームページ
- 大相撲公式サイト
- サッポロビール発泡酒「生絞り」WEBサイト、「生絞り.com」ストリーミング放送“ペット万歳!”
- 早稲田大学第二文学部「芸能と社会」客員講師
- 駒澤短期大学国文科「芸能研究」客員講師・非常勤講師「非言語コミュニケーション」
- 「ISAビジネス情報フェア2001」（社）石川県情報システム工業会主催）クリエーター講師

など

## 作詞・作曲・CM曲提供など
- 『あなたがいるから』/未収録（大阪ガス関西地区TV CM、1993年）
- 『STAY』/未収録（ブリヂストン企業イメージアップCM、1993年）
- 『夜が廻る』『眺めのいい街』（詞）：NUDE（ファンハウス）
- 『最後のジェラシー』『爪紅』（詞・曲）：横山みゆき（キング）
- 『dance dance dance!』（詞・曲）：DANNY（ビクター）

## ラジオパーソナリティ主要番組
- FM NACK5
  - 『Midnight Rock City part II』（2h） ['92～'93]
  - 『Radio Ships』（1h） ['93～'95]
  - 『Sound Philia』（5h） ['95～'96]
  - 『Uptown Square（THU）』 ['96～'97]（2h）
  - 『10 years dream』（1h） ['98～'99]
  - 『Summer Special SEA DREAM STATION』（4h）['96]
  - 『Summer Special OCEAN DREAM』（4h）['97]
  - 『Summer Special 八景島シーパラダイスDREAM』（8h）['98]
  - 『Catch A Dream The First Step』（8h）['99]
- FM愛媛
  - 『君の住む街』（1h） ['94～'96]
  - 『PRIVATE EYES』（0.5h） ['98～'99]
- Kiss FM『MIDNITE Kiss ～ Naked Kiss』（2h） ['97]
- FM石川『PATIO POP BREEZE』（0.1h） ['93～'94]　　　など